# Sirajan vadzsramutti
A Sirajan vadzsramutti harcművészet alaprendszere mintegy 1800 évvel ezelőtt India északi területén lett kidolgozva, s nem elsősorban a küzdelem képességének fejlesztése érdekében (ez később lett lényeges szempont), hanem inkább az egyoldalú és fárasztó szellemi gyakorlatok ellensúlyozásakénti sajátos testgyakorlatok rendszereként. 
A hagyomány az alapítás helyszíneként nem ad meg konkrétan beazonosítható lakott települést, hanem azt közli, hogy mindez valahol a Himalája délkeleti vidékén történt. Ide vonult el fiaival és néhány harcos kísérőjével az alapító. Róla azt tartja a hagyomány, hogy egy kisebb indiai uradalom feje volt, akit a környékbeli folytonos háborúskodásokban a túlerőben lévő ellenség legyőzött. Az otthonából elűzött uralkodó kíséretével vándor-remeteségbe vonult, ahol a világról és a hitről való elmélkedésben kívánta meglelni hátralévő élete nyugalmát. A hagyomány az uralkodót Dévasharmí néven említi. 
Dévasharmí a vándorélet közepette is gondot kívánt fordítani két fia, Aiykivara és Surayana taníttatására, szellemi és testi nevelésére, amelyekben kísérői voltak hasznos segítségére. A két fiú számára összeállítottak egy testgyakorlatozási módszert, amely különféle jógapozíciókat és az ősi indiai Vadzsra musti (dévanágari वज्र मुश्टि) harcművészetből kiemelt mozgásformákat is tartalmazott, s amit Samthijáó módszernek neveztek el. 
A Samthijáó elnevezés később Samthijáó Mutthí, majd Samthijáó Vajramutthí lett. 
A Samthijáó Vajramutthí gyakorlatokat Devasharmí és három kshatriya (a harcos kaszt tagjai) kísérője, Dhaní, Charaka és Pindu nevezetűek dolgozták ki, s építették tovább. A hagyomány szerint vándorútjukon találkoztak két taoista utazóval és egy tibeti démonűzővel is, s a tőlük átvett bizonyos titkos szellemi- és testi gyakorlatok is beépültek a Samthijáó Vajramutthí módszerei közé. Az indiai módszereket az idegen módszerekkel keverve gyakoroltatták a két fiút az ún. ’Központi Energia’ felébresztésének tudományára, amelyben a megszerzett szellemi energiákat testi-fizikai energiákká lehetséges átalakítani. Ennek az energiafejlesztésnek a folyamatát illették a Shirayan és a Shirayana kifejezésekkel.
A Shirayan gyakorlása mellett a Samthijáó Vajramutthí további harcművészeti elemekkel bővült, s az így egymással közös egységbe foglalt gyakorlatozások egészét nevezték el egy idő után a Shirayan Vajramutthí és a Shirayana Vajramutthí kifejezésekkel. 
A tanítók az egyéb testgyakorlatok mellé a tibeti démonűzőtől tanult technikákat is felhasználva összeállítottak egy jellemzően egyéni testierő-fejlesztést célzó módszert is, aminek a neve Lungjáó lett.
A Lungjáó a hegyekben lévő egy bizonyos, spirituális módszerekkel megtalált sziklafal megszemélyesített neve, s a tanítás szerint ebből lép ki a gyakorlatozó titkos személyisége az Ajáó, a Tigrisember.
Az Ajáó a Tigrisember megszemélyesített neve, teljes nevén: Lungjáó Ajáó.
A Samthijáó és a Lungjáó kifejezések mellé idővel további járulékos jelentések is párosultak.
A továbbiakban a Samthijáó, a Lungjáó, a Shirayana és a Vajramutthí gyakorlatozások egésze képezte a Shirayana Vajramutthí néven önálló harcművészeti irányzatként gyakorolt módszert. 
A Shirayan Vajramutthí szanszkrit nyelvű elnevezésében a Vajramutthí = Vajramushti jelentése ’gyémántököl’, a Shirayan szó pedig az energia működésének folyamatát jelöli. A Shirayan kifejezés egyben a mester egyik neve is volt. 
A Shirayan Vajramutthí kifejezést leginkább úgy szoktuk magyar nyelven átadni, hogy ’A Koncentrált Erő Gyémántökle’.
A Shirayan Vajramutthí harcművészetben a testi-gyakorlatok és pusztakezes küzdőgyakorlatok mellett sokféle hagyományos fegyver használata is fontos szerepet kapott, melyek közt legfontosabb a hosszúbot és a kard volt. A régi indiai harcművészetekben az íjászat meglehetősen kiemelt jelentőségű volt, de ez a hazai Shirayan Vajramutthí gyakorlatozásokból kikerült. A lehetséges fegyverek közül valamelyek előtérbe-, vagy háttérbe helyezése mindig a tanító megítélésén múlott. 
A Shirayan Vajramutthí harcművészetet nem nagyobb közösségekben gyakorolták, inkább bizonyos kisközösségek ún. 'családi harcművészete' volt, amit nagyrészt titokban tartva őriztek és adtak tovább, így nem is terjedt el úgy, mint bizonyos más küzdőművészeti stílusok. 
A Shirayan Vajramutthí harcművészet gyakorlói hol egyik-, hol másik helyen telepedtek le Indiában, s amíg adott helyen éltek, az ottani nyelvet használták a gyakorlatok tanításakor, s ezért az irányzathoz több indiai nyelv is kapcsolható lehetne. Az eredeti név és a régi gyakorlatok elnevezései viszont a mai napig megőrződtek. www.vajramutthi.org
A Shirayan Vajramutthí harcművészet 1977-ben került Magyarországra, amelyet akkoriban még csak egyetlen kisebb csoportban gyakoroltak. Első nyilvános iskolája (Magyarországi Shirayan Vajramutthí Harcművészeti Iskola)1982-ben nyílt meg Budapesten, amely valamivel később a Magyar Kung-Fu Szövetség életrehívásához is bázist adó Tong Long Martial Arts Egyesület tagja lett. 
A Shirayan Vajramutthí harcművészet magyarországi háttérszervezete az Arany Lótusz Pagoda Alapítvány és a Magyar Shirayan Vajramutthí Sport Egyesület, melyek több helyszínen is működtetnek gyakorlatozásokat. 
A Shirayan Vajramutthí harcművészetet szervezett formában Indiában jelenleg nem gyakorolják. A stílus hazai vezetője Surjasampha Ajanayana – Leányfalvi Attila. 
A Shirayan Vajramutthí  harcművészet a Magyar tradicionális Kung-Fu és Wu-Shu Szakszövetség  hivatalos stílusa. Az irányzat gyakorlói időnként küzdelmi- és formagyakorlat kategóriák bajnokságain is részt vesznek, melyeken a múltban és a közelmúltban több világbajnoki első-, második- és harmadik helyezést, valamint több magyar-bajnoki címet is szereztek.

## Formagyakorlatok
- Dvaya Kattha
- Gadzsaprána
- Haritaki
- Jayendra Kattha
- Mahendra Kattha